# Miurahalvön

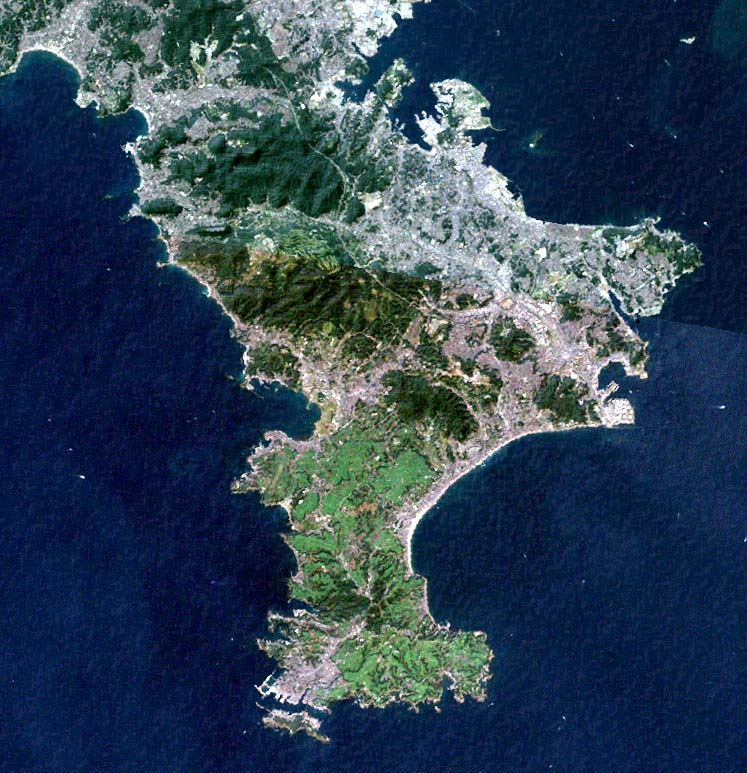
Satellitfoto (Landsat) tagen av en rymdfärja.

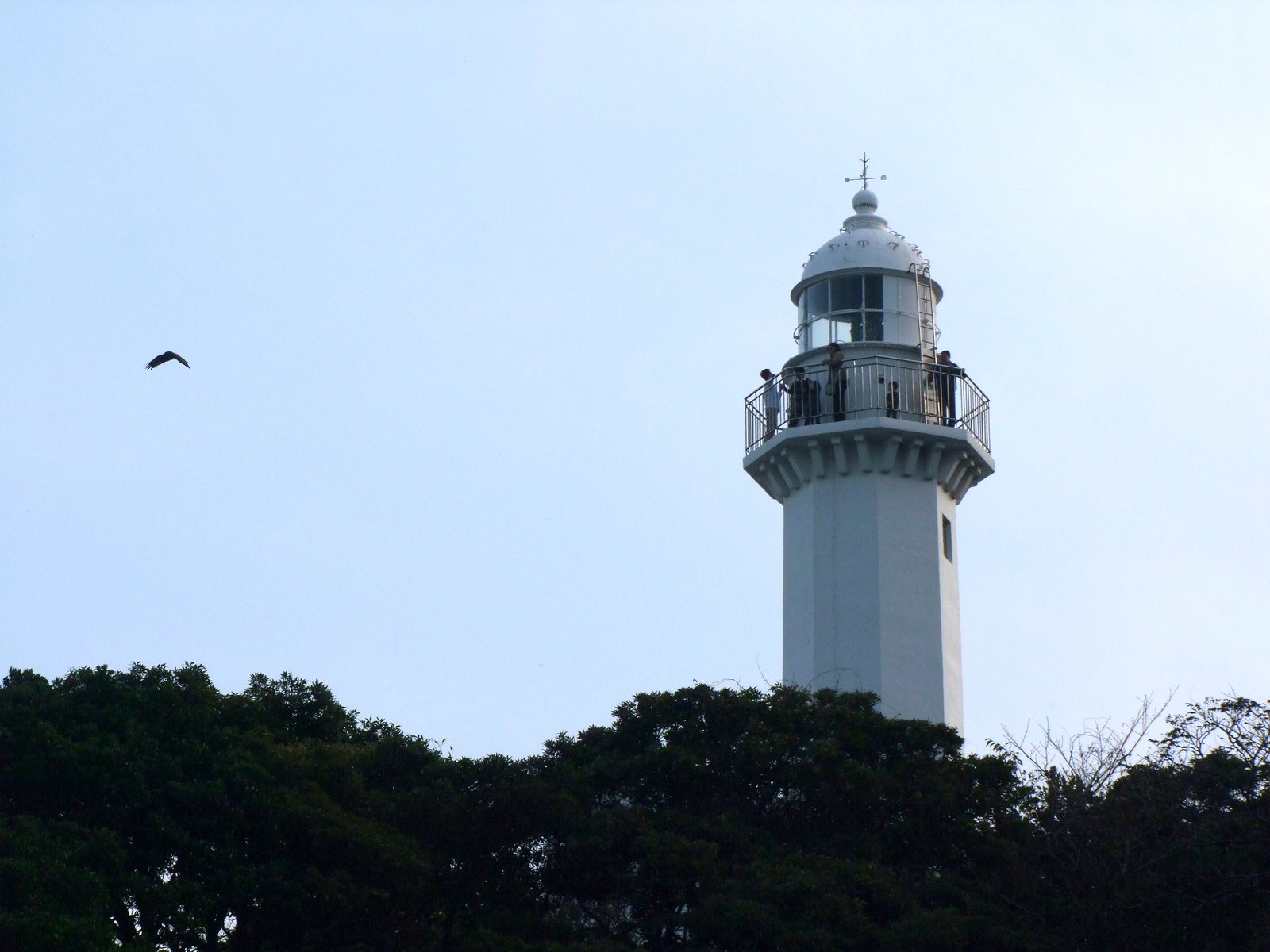
Kannonzaki fyr vid sydspetsen av halvön.

Miurahalvön (japanska: 三浦半島?, Miura-hantō) är belägen i Kanagawa prefektur i Japan. Halvön ligger söder om Yokohama och Tokyo, mellan Tokyobukten i öster och Sagamibukten i väster. Bland städerna på halvön kan nämnas Yokosuka, Miura, Zushi och Kamakura. Närheten till Tokyo gör att många av invånarna är dagspendlare.

## Klimat
Halvön har en relativt milt klimat, genom den varma Japanströmmen som löper genom havet utanför kusten.

## Översikt

### Historik och bakgrund
Kamakura var en gång maktcentrum för Kamakurashogunatet. Härifrån styrdes Japan under perioden 1185–1333. Själva Kamakura vid nordvästra änden av halvön är dock en relativt liten stad, som fick sina stadsprivilegier först 1939.

### Ekonomi
Halvön är till stora delar befolkad av pendlare som bor i sovstäder och arbetar i eller kring Tokyo. Den är också ett strategiskt område för Japans självförsvarsstyrkor, med Japans nationella försvarsakademi på västra sidan av halvön och Yokosukas flottbas (bas för både Japans havsbaserade självförsvarsstyrkor och USA:s sjunde flotta) på den östra.
En ansenlig del av Tokyos elektricitetsbehov produceras vid Tepcos kraftstation vid Uraga. Viktig forskning för kommande generationer av mobiltelefoner utförs vid Yokosukas forskningspark.

### Städer
Flera större eller medelstora städer finns på halvön. Yokosuka (del av Tokyobuktens storstadsområde) i öster och Kamakura (med sin bakgrund som huvudstad) i nordväst är de mest betydande. Miura (stadsrättigheter 1955) längst i söder har en fiskhamn, och i Keikyu Aburatsubo marina park strax norr om staden finns ett delfinarium. Norrut längs västkusten av halvön finns Hayama, där Japans kejserliga familj har ett sommarresidens. Grannstaden Zushi är – liksom flera andra orter längs med Sagamibukten – känd för sina badstränder.

### Tre fyrar
Tre betydelsefulla fyrar är placerade på Miurahalvön. Kannonzaki fyr (den första västerländska fyren tänd 1869) står på halvöns mest östligt liggande udde, mittemot Kap Futtsu på andra sidan bukten. Vid Kap Tsurugi på östsidan av halvöns sydspets finns Tsurugisaki fyr, en av Japans äldsta (tänd 1871) fyrar av västerländskt snitt. På ön Jōgashima, utanför halvöns sydvästudde, står Jōgashima fyr.

## Halvön i populärkulturen
Miurahalvön är den huvudsakliga miljön i Hitoshi Ashinanos mangan Yokohama kaidashi kikō, som utspelar sig i en framtid där en stigande havsnivå förändrat kustlinjen. Kamakura i nordväst är hemort för en av de två huvudpersonerna i Sylvain Runbergs och Olivier Martins serie Den mörka sidan.

## Källhänvisningar
Den här artikeln är helt eller delvis baserad på material från engelskspråkiga Wikipedia, 24 april 2013.
1. 1 2  "Miura-hanto Peninsula Area (三浦半島エリア)". Japan : the Official Guide. Läst 5 juli 2014. (engelska)
2. ↑  "General Discription Of Miura City". Arkiverad 14 juli 2014 hämtat från the Wayback Machine. Miura.kanagawa.jp. Läst 5 juli 2014. (engelska)
3. ↑  "Tourist Guide in MIURA". Arkiverad 14 juli 2014 hämtat från the Wayback Machine. Miura.kanagawa.jp. Läst 5 juli 2014. (engelska)
4. ↑  "Kannonzaki Lighthouse". Arkiverad 14 juli 2014 hämtat från the Wayback Machine. M-imajo.main.jp, 1998-02-01. Läst 5 juli 2014. (engelska)